# Alkoholi
Alkoholi (kasnolat. < arap. al-kuhl: 'antimon u prahu' [za bojenje očnih kapaka], potom 'pročišćena tvar') su organski spojevi koji sadrže hidroksilnu (OH) skupinu vezanu za ugljikov atom, ako taj nije u sastavu aromatske jezgre; prema broju hidroksilnih skupina dijele se na jednovalentne, dvovalentne, trovalentne i viševalentne, a prema položaju ugljikova atoma na koji je ta skupina vezana mogu biti primarni, sekundarni i tercijarni.

## Osobine
Opća formula alkohola je R-OH, dakle hidroksilna skupina OH, vezana na alkan tj. lanac ugljikovodika. Sličnu strukturu imaju karboksilne kiseline koje se dobivaju oksidacijom alkohola. Hidroksilna skupina (funkcijska skupina) se sastoji od jednog atoma vodika i jednog atoma kisika, prema tome je jednovalentna. Zato i lanac na koji se skupina vezuje mora biti jednovalentan. Tako će npr. sažeta strukturna formula etanola biti CH3-CH2-OH.
U homolognome nizu primarnih alkohola niži su članovi, prva četiri, tekućine, srednji (do 11 ugljikovih atoma), uljaste tekućine, a viši su čvrste tvari.
Niži alkoholi miješaju se s vodom, viši se u vodi uopće ne otapaju. S kiselinama daju estere, s alkalijskim kovinama alkokside, a oksidacijom prelaze u aldehide, ketone i organske kiseline.
Alkoholi koji u svojoj skupini imaju veći broj C atoma su netopivi u vodi jer imaju dulji dio molekulske nepolarne građe

### Nomenklatura alkohola
Svi alkoholi u kemijskoj nomenklaturi imaju nastavak –ol, tj. svi se alkoholi imenuju tako da se uz ime alkana doda nastavak -ol. Tako će npr. alkohol s tri ugljikova atoma biti propanol jer se uz ime alkana propana dodao ol od alkohola.
Kao osnovna struktura odabere se najdulji lanac atoma ugljika na koji je vezana hidroksilna skupina.
Položaj hidroksilne skupine označi se brojem ispred nastavka - ol.
Za oznaku broja hidroksilnih skupina rabe se umnožni prefiksi neposredno ispred nastavka - ol.
Po redoslijedu opadajućeg prioriteta pri odabiru i imenovanju glavne karakteristične skupine, alkoholi i fenoli su petnaesti po redu razredni spojevi (zatim redom tioli, selenoli i teluroli).

## Kemijska svojstva i dobivanje alkohola
Alkoholi imaju vrlo sličnu strukturu kao voda. Vrelište etanola i vode više je nego što odgovara njihovoj relativnoj molekulskoj masi.
Neutralne tekućine, mogu reagirati s alkalijskim metalima, natrijem ili kalijem. U toj reakciji nastaju alkosidi.

Reakcija alkohola s halogenovodičnom kiselinom nastaju alkil-halogenidi.
Alkoholi se s obzirom na položaj OH skupine dijele na primarne, sekundarne i tercijarne alkohole. Primarni alkoholi su alkoholi kojima je -OH skupina vezana na primarni ugljikov atom, tj. onaj koji se u strukturi veže s još jednim ugljikovim atomom.
Oksidacijom primarnih alkohola dobit će se aldehidi, a sekundarnih ketoni.
Najpoznatiji alkohol koji se koristi u medicini i piću je obični alkohol. Zato je on i najčešći alkohol dobivan industrijskim putem.
Kemijska reakcija za dobivanje etanola je alkoholno vrenje (fermentacija). To je prirodni proces kojim se šećer uz pomoć djelovanja kvaščevih gljivica (enzima koji djeluju kao katalizatori) pretvara u etanol i CO2.
Ostali su važniji alkoholi: metanol, propanol (propilni alkohol), pentanol (amilni alkohol) i trovalentni glicerol.

### Metanol
Metanol (CH3-OH) je alkohol s jednim ugljikovim atomom. Metanol je lako ispariva tekućina.

### Etanol
Etanol (CH3-CH2-OH) je alkohol s dva ugljikova atoma. Etanol je lako ispariva tekućina. Temperatura vrelišta mu je 78 °C.
Postoje i alkoholi s dvije ili više hidroksilne skupine, kao npr. etandiol i propantriol. No njihova uobičajena i mnogo češća imena su glikol i glicerol. Glikol se upotrebljava kao antifriz, a glicerol u kozmetičkim preparatima.

### Glicerol
Glicerol (grčki "glykys" što znači slatko; puno ime 1,2,3 propantriol (propan-1,2,3-triol)) spada pod triole jer sadrži tri hidroksilne skupine.Glicerol je gusta tekućina slatka okusa.Osnovni je sastojak krema za ruke s dodacima mirisa,ulja i vitamina te ga se može naći u sastavu masti i ulja biljnog i životinjskog podrijetla.Glicerol se u komercijalne svrhe proizvodi hidrolizom masti.

## Vino i fermentacija
Vinogadarstvo je grana poljoprivrede koja postoji od davnina, a kultura proizvodnje vina održala se stoljećima. Proces proizvodnje vina je sljedeći: Ubrano grožđe iz vinograda se prvo gazi tako da se iscijedi sok a kasnije se ljuska dijeli od tekućine (Ljuska se može iskoristiti za pravljenje rakije ili sl.). Tekućina - "mošt" (koja je većim postotkom šećer) se ostavlja u bačvama gdje na određenoj temperaturi uz djelovanje kvaščevih gljivica fermentira (događa se alkoholno vrenje ili fermentacija). Tako se šećer pretvara u alkohol i tekućina postaje vino. Napomena: Nekoliko tjedana prije procesa traje period karence. U tom se periodu grožđe ne smije prskati otrovima jer bi na taj način dospjeli u vino.